# 塔祖爾特
塔祖爾特（阿拉伯语：‎），是阿爾及利亞的城鎮，位於該國東北部，由巴特納省負責管轄，是塔祖爾特區的首府，面積112平方公里，2008年人口27,493，人口密度每平方公里244人。